# Molossus sinaloae
Molossus sinaloae är en fladdermusart som beskrevs av J. A. Allen 1906. Molossus sinaloae ingår i släktet Molossus och familjen veckläppade fladdermöss. IUCN kategoriserar arten globalt som livskraftig.
Inga underarter finns listade i Catalogue of Life. Wilson & Reeder (2005) listar två underarter.
Denna fladdermus förekommer i Central- och Sydamerika från västra Mexiko till norra Colombia, norra Venezuela och regionen Guyana. Den hittas även på Trinidad. Arten når i bergstrakter 2400 meter över havet men den är vanligare i låglandet. Habitatet utgörs av skogar samt av kultiverade områden.
Individerna vilar i grottor eller byggnader och bildar där stora kolonier. De jagar olika insekter. I torra områden sker fortplantningen på våren och i fuktiga regioner finns inga avgränsade parningstider.